# Лични данни
Лични данни – легалната дефиниция на чл. 2, ал. 1 от ЗЗЛД, лични данни са всяка информация, отнасяща се до физическо лице, което е идентифицирано или може да бъде идентифицирано пряко или непряко чрез идентификационен номер или чрез един или повече специфични признаци. Обхващат се данни от всякакво естество, които сами или в съвкупност с други данни могат да доведат до еднозначна идентификация на конкретно физическо лице.
Въпреки че концепцията за лични данни е доста стара, развитието на комуникационни мрежи и автоматизиран анализ на данни направи възможно централното събиране и масово продаване на данни за дадено лице. В някои случаи дори открадването на тези данни. Тези данни помагат да се проследи човек, да се планира престъпление срещу него или той да се представи за някой друг. По -честото използване на лични данни е в услуга на рекламната индустрия.
Определението в закона съдържа четири основни градивни елемента:
- „всяка информация“
- „свързана с“
- „идентифицирано или подлежащо на идентификация“
- „физическо лице“

Всяко лице има право на защита на личните данни. Това включва правото на лицата на защита срещу записване, обработване, прехвърляне и съхраняване на техните лични данни.
В България защитата на личните данни се контролира от Комисията за защита на личните данни.

## Изтичане на лични данни от НАП през 2019 г.
Противозаконно, вследствие на хакерска атака, са публикувани лични данни от Националната агенция за приходите на 4 милиона живи физически лица и около 200 000 чуждестранни граждани с регистрация в България. Впоследствие е създадена страница, на която всеки може да провери дали личните му данни са компрометирани.

## Криминалистика
В криминалистиката, особено при установяването на самоличността и наказателното преследване на престъпници, личната информация е от решаващо значение за установяването на доказателства в наказателното производство. Престъпниците могат да положат големи усилия, за да не оставят никаква лична информация.

## Лична сигурност
Личните данни са ключов компонент на онлайн идентичността и могат да бъдат използвани от отделни лица. Например данните могат да бъдат променени и използвани за създаване на фалшиви документи, хакване на имейл акаунти и телефонни разговори или преследване на хора, както се случи през 2019 г. с клиент на мобилния оператор EE в Обединеното кралство.
Друга категория може да бъде обозначена като финансова кражба на самоличност, която обикновено включва кражба на информация за банкови сметки и кредитни карти и последващото ѝ използване или продажба.
При хакването на 23andMe през 2023 г. хакерите получиха достъп до колосална лична информация на 6,9 милиона потребители, включително генеалогични дървета, години на раждане и географски местоположения.
Личните данни могат да се използват и за създаване на фалшиви онлайн самоличности, включително фалшиви акаунти и профили (което може да се нарече клониране на самоличност или измама с самоличност), за да се улесни събирането на данни от други потребители от известни личности. дори и физически лица могат да бъдат засегнати, особено за лична употреба (това е по-известно като соцкупонджийство).